# 导弹指挥官
《导弹指挥官》是雅达利于1980年发行的街机游戏，游戏在欧洲由世嘉发行。
游戏被视作街机游戏黄金时代最知名的作品之一。1983年《Softline》读者将《导弹指挥官》选为8位元雅达利游戏最佳30榜单的第8名。